# ČSA-Flug 511 (28. März 1961)
ČSA-Flug 511 (kurz OK511) war ein Linienflug der tschechoslowakischen Fluggesellschaft ČSA von Prag nach Bamako mit mehreren Zwischenstopps, der am 28. März 1961 in der Nähe von Nürnberg mit dem Absturz der eingesetzten Il-18 endete.
Das Unglück ist nicht zu verwechseln mit dem am 12. Juli 1961 erfolgten Absturz des ebenfalls als ČSA-Flug 511 gelisteten Fluges nahe Casablanca.

## Flugzeug und Piloten
Die Iljuschin Il-18W mit dem Kennzeichen OK-OAD wurde am 31. Mai 1960 an die Československé Aerolinie, kurz ČSA, übergeben und war zum Unfallzeitpunkt acht Monate alt. Der Kapitän von Flug OK511 hatte insgesamt 8500 Stunden und der Copilot 11.000 Stunden Flugerfahrung. Die beiden Piloten waren mit der IL-18 nicht sehr vertraut; der Co-Pilot hatte 180, der Kapitän 150 Stunden Flugerfahrung auf diesem Muster.

## Verlauf
Der Flug OK511 war um 19:41 Uhr vom Flughafen Prag gestartet und erreichte um 19:53 Uhr seine Reiseflughöhe von 6.100 Metern. Gegen 20:00 Uhr meldeten die Piloten das Passieren des Navigationspunktes Bayreuth auf einer Höhe von 6.100 Metern und dass sie Nürnberg gegen 20:10 Uhr überfliegen würden. Gegen 20:09 Uhr empfing die ČSA-Funkstelle in Prag unverständliches Murmeln von Flug OK511. Die ČSA-Funkstelle vermutete einen Notfall. Der Fluglotse wurde gebeten, Kontakt mit OK511 aufzunehmen, was jedoch misslang. Um 20:20 Uhr wurde die Flugüberwachung in Nürnberg über einen Flugzeugabsturz in der Nähe von Gräfenberg informiert. Ein in der Nähe befindlicher Militärhubschrauber wurde daraufhin gebeten, nach der Absturzstelle zu suchen. Der Hubschrauber fand die brennenden Trümmer der IL-18 wenige Minuten später bei Oberrüsselbach nahe Nürnberg (49,61799° N, 11,28205° O). Niemand der 52 Insassen, die meisten davon Diplomaten der Tschechoslowakei, überlebte.
Heute erinnert eine Gedenktafel an einem Baum mit der Inschrift „Hier fanden am 28.3.1961 beim Absturz eines Flugzeugs 52 Menschen den Tod“ an das Ereignis.

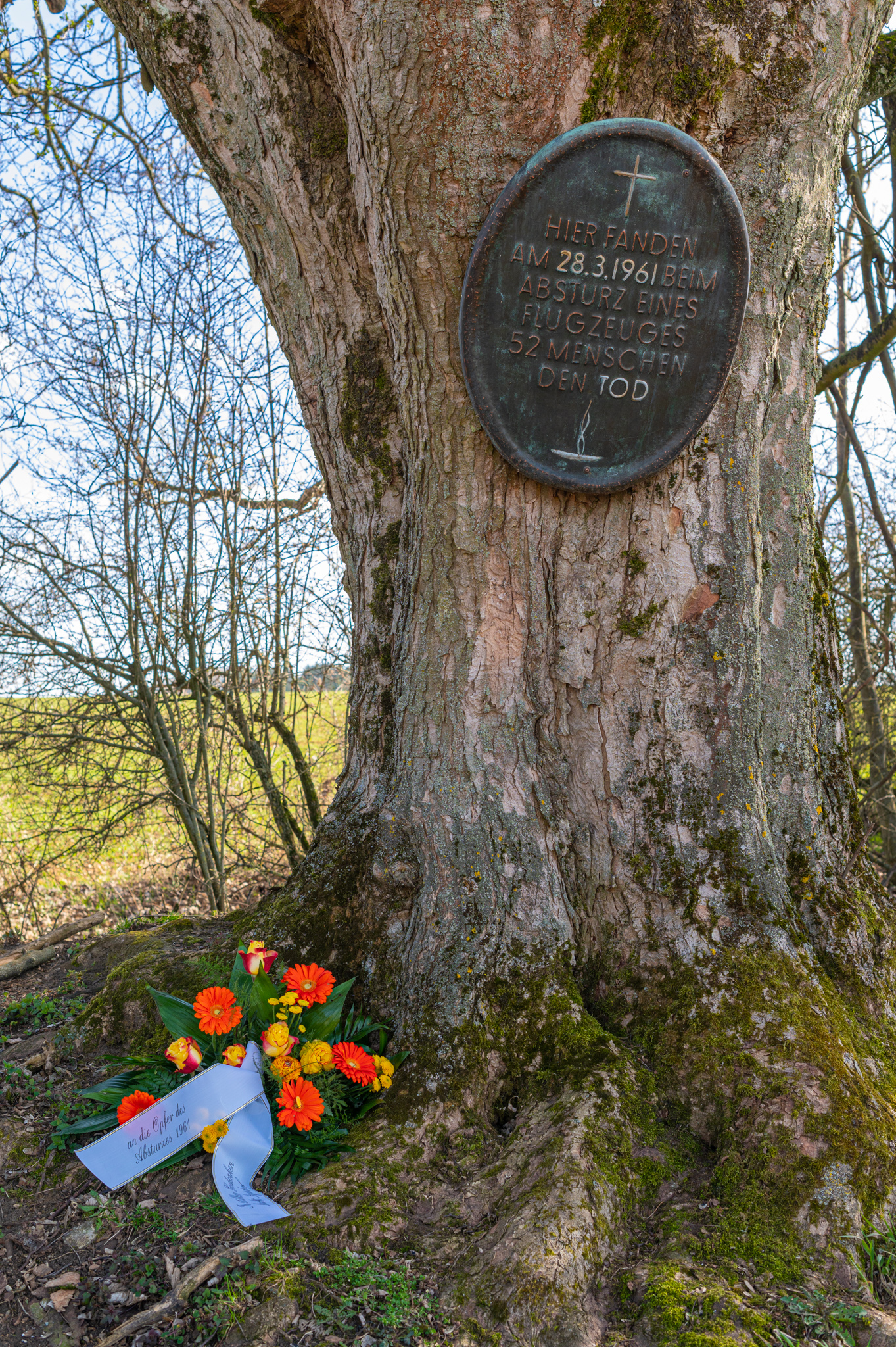
Gedenktafel am 60. Jahrestag des Unglücks

## Unfalluntersuchung
Am 29. März begannen in Nürnberg die Absturzermittlungen durch die Bundesrepublik Deutschland, zusammen mit der Tschechoslowakei, dem Land der Fluggesellschaft, und der Sowjetunion, dem Herstellerland der Il-18. Die Ermittler mussten sich auf die Funkverkehr- und Radaraufzeichnungen sowie auf die Augenzeugenberichte und der Untersuchung der Trümmerteile verlassen, da Flugschreiber erst ab 1967 eingesetzt wurden. Nach Auswertung tschechischer Radardaten war OK511 innerhalb von einer Minute 1.500 Meter gesunken, drehte dann nach Süden ab und verschwand vom Radar.

### Augenzeugen
Mehrere Zeugen hörten das laute Heulen der Triebwerke, was einem steilen Sturzflug entsprach. Sie hörten auch, wie die Triebwerke plötzlich verstummten und Geräusche, die wie Schüsse oder Explosionen klangen. Andere Zeugen sahen das Flugzeug in einer Spirale vom Himmel stürzen. Es soll an den Tragflächen oder Motoren gebrannt haben.

### Untersuchung der Trümmer
Die Trümmer der in der Luft auseinandergebrochenen Il-18 verteilten sich über eine Strecke von fünf Kilometern. Am Beginn des Trümmerfeldes wurde die Verkleidung zweier Triebwerke gefunden, gefolgt vom Seiten- und Höhenleitwerk. Etwas weiter entfernt befanden sich Teile der rechten Tragfläche, gefolgt von der gesamten linken Tragfläche. Der restliche Rumpf stürzte bei Oberrüsselbach auf den Boden. Die vier Triebwerke waren vorher von den Tragflächen abgerissen, wobei der Propeller des Triebwerkes Nr. 4 das äußere Ende der rechten Tragfläche abschnitt. Außerdem wurde festgestellt, dass die linke Tragfläche durch Krafteinwirkungen von unten nach oben und das Seitenleitwerk von links nach rechts weggebrochen war. Alle Teile waren vermutlich durch Überbelastung vom Flugzeug abgerissen worden.

## Unfallursache
Im abschließenden Untersuchungsbericht wurde festgehalten, dass die Ursache für den Absturz von OK511 nicht ermittelt werden konnte. Die bei der Untersuchung beteiligten Länder hatten unterschiedliche Unfallursachen in Betracht gezogen, konnten jedoch aus Mangel an Indizien keine davon beweisen. Ein technischer Defekt oder ein Pilotenfehler konnte nicht ausgeschlossen werden.

### Version der Bundesrepublik Deutschland
Die deutschen Ermittler vermuteten den Ausfall des künstlichen Horizonts und/oder des Autopiloten, der die Piloten die Kontrolle verlieren ließ, sodass das Flugzeug in einen Sturzflug überging, bei dem die Zelle überlastet wurde und auseinanderbrach. Eine weitere Vermutung war, dass das Flugzeug während eines Notsinkfluges überlastet wurde. Es fanden sich keine Hinweise auf einen Notfall, wie einen Brand an Bord. Die Piloten hätten wahrscheinlich den Fluglotsen informiert, wenn sie einen Notsinkflug eingeleitet hätten.

### Version der Tschechoslowakei und der Sowjetunion
Die tschechoslowakischen und die sowjetischen Ermittler vermuteten hingegen, dass es links am Heck der Il-18 zu einer Explosion kam, durch deren Druckwelle das Seitenleitwerk und das linke Höhenleitwerk abgerissen wurden. Die Explosion soll durch eine Rakete verursacht worden sein, die entweder von der Bundeswehr oder der US-Navy abgefeuert worden sei.  Zweieinhalb Jahre nach dem Absturz wurden die deutschen Ermittlungsergebnisse aus Mangel an Beweisen für andere Absturztheorien anerkannt.

### Version von Miroslav Voráček
Ein ehemaliges Mitglied der Untersuchung, Ingenieur Miroslav Voráček, vermutete, dass ein Ausfall des künstlichen Horizonts nicht zum Absturz führen konnte, da die Il-18 über drei Stück verfügte. Er vermutete, dass eine falsche Trimmung zum Absturz der Il-18 führte. Da laut dem Untersuchungsbericht die Trimmungen für Höhen-, Seiten- und Querruder auf neutral standen, vermutete er, dass sich während des Fluges der Autopilot abstellte und durch die falsche Trimmung das Flugzeug in einen Sturzflug überging, der schließlich zum Auseinanderbrechen in der Luft führte. Nach mehreren Testflügen, bei der die Il-18 ein ähnliches Verhalten zeigte, wäre das laut Voráček die wahrscheinlichste Absturzursache.